# Brown’s Hotel
Koordinaten: 51° 30′ 32,9″ N, 0° 8′ 31,4″ W
Brown’s Hotel ist ein Luxushotel in Mayfair, London, das 1837 eröffnet wurde und seit 2003 im Besitz von Rocco Forte Hotels ist. Es gehört zum Hotelverbund The Leading Hotels of the World.

## Hotel
Brown’s Hotel wird zu den besten Londoner Adressen gezählt. Es gehört mit dem nahe gelegenen Claridge's zu den ältesten noch betriebenen Luxusherbergen von London.
Es hat 115 Zimmer und 33 Suiten, die von Olga Polizzi (* 1947), der Tochter von Charles Forte, gestaltet wurden.
Im April 2018 eröffnete Heinz Beck als Dependance das Restaurant Beck at Brown’s im Brown’s Hotel in London. Seit 2019 ist dort das Charlie’s at Brown’s.

## Geschichte
Brown’s Hotel wurde 1837 von James und Sarah Brown gegründet. Berühmte Gäste waren Oscar Wilde, Arthur Conan Doyle, Robert Louis Stevenson, J. M. Barrie, Bram Stoker, Alexander Graham Bell, Theodore Roosevelt, Napoleon III, Haile Selassie, Cecil Rhodes, Rudyard Kipling, Agatha Christie und Stephen King.
Das Hotel wurde im 3. Juni 2003 von Rocco Forte Hotels gekauft und von 2004 bis 2005 für 24 Millionen Pfund Sterling renoviert. Im Dezember 2005 wurde es wiedereröffnet.